# GFF
GFF（ジーエフエフ）は、福岡県福岡市を中心に九州地方を拠点とするコンピュータゲームメーカーにより構成される業界団体。2004年設立。団体名は「GFF」が正式名称であり、ロゴには「GAME FACTORY'S FRIENDSHIP」と「GATE FOR FUTURE」の2種類が併記されている。
2007年2月26日から3月4日までイベント「福岡ゲームクリエイターズ・サミット」を開催。

## 役員
- 日野晃博（会長[1]、株式会社レベルファイブ代表取締役CEO）
- 松山洋（副会長[1]、株式会社サイバーコネクトツー代表取締役）
- 山倉千賀子（副会長[1]、株式会社ガンバリオン代表取締役社長）

## 参加企業
2024年4月現在。

### 正会員
- 株式会社レベルファイブ
- 株式会社サイバーコネクトツー
- 株式会社ガンバリオン
- 株式会社アルファ・システム
- ポールトゥウィン株式会社
- 株式会社デジタルハーツ
- プラチナゲームズ株式会社
- グランディング株式会社
- 株式会社キューマックス

### 学校会員
- 福岡大学
- 福岡情報ITクリエイター専門学校
- 電子開発学園九州
- 福岡デザイン&テクノロジー専門学校
- ASOポップカルチャー専門学校
- 専門学校日本デザイナー学院
- バンタンゲームアカデミー福岡校
- ヒューマンアカデミー福岡校
- 九州産業大学

### 準会員
- 株式会社システムソフト・ベータ
- 株式会社ペガサスジャパン

### 賛助会員・特別会員
- 株式会社ボーンデジタル
- ダイキン工業株式会社
- 株式会社アクアスター
- 株式会社アスク
- TriFスタジオ
- 株式会社モリサワ
- TSUKUMO
- 株式会社エルザ ジャパン
- 日本エイ・エム・ディ株式会社
- エムエスアイコンピュータージャパン株式会社
- ファーウェイ
- 株式会社アウリン